# Косшор
Косшор — река в России, протекает по Ненецкому автономному округу. Вытекает из озера Дияты. Устье реки находится в 80 км от устья реки Нерута по правому берегу. Длина реки составляет 11 км.

## Данные водного реестра
По данным государственного водного реестра России относится к Двинско-Печорскому бассейновому округу, водохозяйственный участок — реки бассейна Баренцева моря от восточной границы бассейна реки Печора до восточной границы бассейна реки Бол. Ою. Речной бассейн реки — бассейны рек междуречья Печоры и Оби, впадающие в Баренцево море.
Код объекта в государственном водном реестре — 03060000112103000084937.